# شعار بابوا غينيا الجديدة
يتكون الشعار الوطني لبابوا غينيا الجديدة من طائر الجنة فوق رمح تقليدي وطبل كوندو. صممه هال هولمان ، فنان أسترالي يعمل في حكومة بابوا ، وشارك هولمان أيضًا في تصميم العلم الوطني. تم قبول كل من الشعار والعلم من قبل مجلس النواب في بابوا وغينيا الجديدة ووقعوا على القانون كقانون هوية وطنية من قبل المسؤول السير ليزلي جونسون في 24 يونيو 1971. ودخل المرسوم حيز التنفيذ بعد نشره في بابوا الجديدة. جريدة غينيا الجريدة بتاريخ 1 يوليو / تموز 1971.